# Республіка Трансвааль
Південно-Африканська Республіка (нід. Zuid-Afrikaansche Republiek, скорочено ZAR; афр. Suid-Afrikaanse Republiek), для того, щоб відрізнити від сучасної держави, отримала неофіційну назву Республіка Трансвааль — колишня держава в Африці, що існувала з 1856 по 1902 роки (з перервою у 1877—1881 рр.)

## Історія
У 1848 році південну частину Трансваалю зайняли поселенці Андріса Преторіуса. 17 січня 1852 р. англійці визнали незалежність заснованої Преторіусом Південно-Африканської республіки. У 1856 році бурами на території Трансвааля була створена Південно-Африканська Республіка.
У 1877 році Велика Британія приєднала Південноафриканську республіку під приводом «захисту» білих бурів від чорношкірих зулусів; заодно держава, за твердженнями англійців, була врятована від фінансового краху. Після Першої англо-бурської війни 1880—1881 років Трансвааль знову став незалежним. У 1885 році на Вітватерсранді були відкриті величезні поклади золота, що призвело до швидкого зростання таких міст, як Йоганнесбург, а також притоку шукачів золота з-за кордону.
Права цих людей, відомих як ойтландери, були серйозно обмежені законами Південно-Африканської республіки; саме це послугувало приводом оголошення Британією Другої англо-бурської війни 1899—1902 років. Після ряду успішних для бурів боїв британські війська здобули перемогу. Президент Трансваалю Поль Крюгер виїхав за кордон.
У 1900 році Трансвааль став частиною Британської імперії, а у 1910 році увійшов до складу Південно-Африканського Союзу.